# Krobia guianensis
Krobia guianensis är en fiskart som först beskrevs av Regan, 1905.  Krobia guianensis ingår i släktet Krobia och familjen Cichlidae. Inga underarter finns listade i Catalogue of Life.